# Хвилина мовчання (фільм)
«Хвилина мовчання» (рос. «Минута молчания») — радянський художній фільм 1971 року режисера Ігоря Шатрова за повістю Анатолія Рибакова «Невідомий солдат».

## Сюжет
У широкому полі безіменна могила солдата опинилася на шляху дорожніх будівельників. Передовикам не можна зупинятися ні на хвилину: потривожену могилу перенесуть і побудують новий надгробок. Але полеглого героя не можна залишати без імені, тому дізнатися про минуле солдата доручають молодому робітникові Сергію (Олександр Кавалеров). Пошуки будуть важкими, але Сергію вдасться відновити трагічні хроніки смертельної сутички, що сталася тут, розкривши деталі подвигу п'ятьох солдатів, повернувши їм імена і заслужену славу.

## У ролях
| Актор               | Роль                                               |
| ------------------- | -------------------------------------------------- |
| Юрій Кузьменков     | старшина Костянтин Бокарьов                        |
| Іван Лапиков        | рядовий Борис Краюшкін                             |
| Євген Бикадоров     | рядовий Огородніков                                |
| Володимир Іванов    | рядовий Іван Вакулін                               |
| Володимир Страхов   | рядовий Ликов                                      |
| Олександр Кавалеров | співає пісню «За того хлопця» Сергій Крашенинников |
| Юрій Катін-Ярцев    | Сидоров                                            |
| Володимир Селезньов | Воронов                                            |
| Георгій Рудський    | Юрій                                               |
| Микола Волков       | Стручков                                           |
| Валентина Куценко   | вчителька математики                               |
| Алевтина Румянцева  | Міхєєва (немає в титрах)                           |
| Галина Федотова     | Ірина Платонова                                    |
| Анатолій Ромашин    | Валерій Борисович Краюшкін син рядового Краюшкіна  |
| Лариса Ільюшина     | Зоя Краюшкіна внучка рядового Краюшкіна            |

## Знімальна група
- Автор сценарію:  Анатолій Рибаков
- Режисер:  Ігор Шатров
- Оператор:  Володимир Архангельський
- Композитор: Марк Фрадкін
- Художник:  Альфред Таланцев
- Директор картини:  Аркадій Кушлянський